# Gastrancistrus viridis
Gastrancistrus viridis är en stekelart som beskrevs av Walker 1834. Gastrancistrus viridis ingår i släktet Gastrancistrus och familjen puppglanssteklar. Arten är reproducerande i Sverige. Inga underarter finns listade i Catalogue of Life.